# Rheumaptera latifasciaria
Rheumaptera latifasciaria är en fjärilsart som beskrevs av John Henry Leech 1891. Rheumaptera latifasciaria ingår i släktet Rheumaptera och familjen mätare. Inga underarter finns listade.